# Rjavoprsi jež
Rjavoprsi jež, tudi zahodnoevropski jež (znanstveno ime Erinaceus europaeus) lahko zraste do 225–275 mm dolžine in tehta 400 do 1100 g. Ima temnejše obarvano telo, še posebno prsi, po čemer je tudi dobil svoje ime.

## Razširjenost
Ta vrsta je razširjena po vsej zahodni Evropi, vključno z britanskim otočjem. Področje prekrivanja z beloprsim ježem poteka od Baltika do Jadranskega morja in je široko okoli 200 km na Češkem in Slovaškem. V 20. stoletju se je ta vrsta razširila na sever Skandinavije. Poseljuje tudi severno Rusijo in zahodno Sibirijo. Vnesli so jo tudi na Novo Zelandijo. Rjavoprsi jež je v Sloveniji redek, saj tukaj doseže skrajno vzhodno mejo svoje razširjenosti.
Živi predvsem na gozdnatih področjih z nizko vegetacijo. Najdemo pa ga tudi na travnikih, še posebno v bližini gozdov, živih mej in grmovja. V Alpah ga lahko najdemo do 2000 m nadmorske višine kjer še rastejo borovci.

## Prehrana
Njegovo zobovje ima zgradbo, značilno za vsejede. Njegova poglavitna hrana so žuželke in deževniki, polži in mlade miške, ptičja jajca in negodni mladiči, gobe, koreninice, vendar se rad posladka tudi z odpadlim sadjem. V eni noči zaužije približno 70 g hrane.

## Obnašanje
Najbolj je aktiven ob mraku in ponoči. Vendar ga včasih lahko vidimo tudi podnevi, najpogosteje v jeseni. Na severni polobli zimsko obdobje preživi v stanju hibernacije (zimsko spanje). Med spanjem se mu telesna temperatura spusti na 4 °C (normalna temperatura je 34 °C), srce udari 20-krat na minuto (pri budni živali 190-krat), vdihne pa 10-krat v minuti.
Za rjavoprsega in beloprsega ježa je značilno, da se jež z razpenjeno slino popljuva po bodičastem kožuhu. Vzrok in pomen tega vedenjskega vzorca nista znana. Ob nevarnosti se zvije v kroglo in naježi bodice.

## Razmnoževanje
Parjenje se prične marca, traja pa do julija ali avgusta. Samica je breja 31 do 35 dni. Na leto skoti enkrat ali dvakrat. V leglu je od 2 do 7 mladičev. Mladiči spolno dozorijo v naslednjem koledarskem letu. 